# Sheboygan Red Skins
Gli Sheboygan Red Skins furono una squadra della NBL e della NBA, con sede a Sheboygan, USA.

## Storia della franchigia
I Red Skins giocarono nella National Basketball League dal 1938 al 1949, disputarono 5 volte di seguito i play-off e vinsero il titolo nel 1942-43 sconfiggendo i Fort Wayne Zollner Pistons (oggi Detroit Pistons).
Il 3 agosto 1949 Sheboygan e altre 6 squadre della NBL si unirono con 10 squadre della BAA dando vita alla NBA.
I Red Skins giocarono nella NBA la stagione 1949-50 e si qualificarono per i play-off dove quasi sconfissero i campioni della Western division, gli Indianapolis Olympians. Si ritirarono dalla NBA il 24 aprile 1950 e si unirono alla National Professional Basketball League dove ottennero la miglior prestazione con 29 vittorie e 16 sconfitte, dopo di che la lega si dissolse.

## Risultati stagione per stagione
V=Vittorie S=Sconfitte %=Percentuale vittorie
| Stagione                   | V  | S  | %    | Play-off |  |
| Sheboygan Red Skins (NBL)  |    |    |      |          |  |
| 1938-39                    | 11 | 17 | 39,3 |          |  |
| 1939-40                    | 15 | 13 | 53,6 | 1-2      |  |
| 1940-41                    | 13 | 11 | 54,2 | 2-4      |  |
| 1941-42                    | 10 | 14 | 41,7 |          |  |
| 1942-43                    | 12 | 11 | 52,2 | 4-1      |  |
| 1943-44                    | 14 | 8  | 63,6 | 2-4      |  |
| 1944-45                    | 19 | 11 | 63,3 | 4-4      |  |
| 1945-46                    | 21 | 13 | 61,8 | 3-5      |  |
| 1946-47                    | 26 | 18 | 59,1 | 2-3      |  |
| 1947-48                    | 23 | 37 | 38,3 |          |  |
| 1948-49                    | 35 | 29 | 54,7 | 0-2      |  |
| Sheboygan Red Skins (NBA)  |    |    |      |          |  |
| 1949-50                    | 22 | 40 | 35,5 | 1-2      |  |
| Sheboygan Red Skins (NPBL) |    |    |      |          |  |
| 1950-51                    | 29 | 16 | 64,4 |          |  |

## Palmarès
Titoli NBL: 1
1943
Titoli di Division NBL (Playoffs): 2
1945, 1946
Titoli di Division NBL: 2
1944-1945, 1945-1946